# بوتو (شهر)
بوتو (یونانی: Βουτώ، عربی: بوتو، Butu), یا بوتوس (یونانی: Βοῦτος، Boutos), یا بوتوسوس (Butosus) با نامِ کنونیِ تِل الفراعین Tell al-Fara'in (تپهٔ فراعنه) در نزدیکیِ شهر دسوق (عربی: دسوق), یک شهر باستانی در ۹۵ کیلومتریِ اسکندریه در دلتای نیل در مصر است.
این شهر بر روی یکی از هفت بازوی دلتای نیل -در نزدیکیِ دهانهٔ رود و بر روی ساحلِ جنوبیِ دریاچه بوتی- برپا بود. (یونانی: Βουτικὴ λίμνη، Boutikē limnē). و در آن الهه بوتو پرستش می‌شد.

## نگارخانه

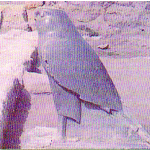
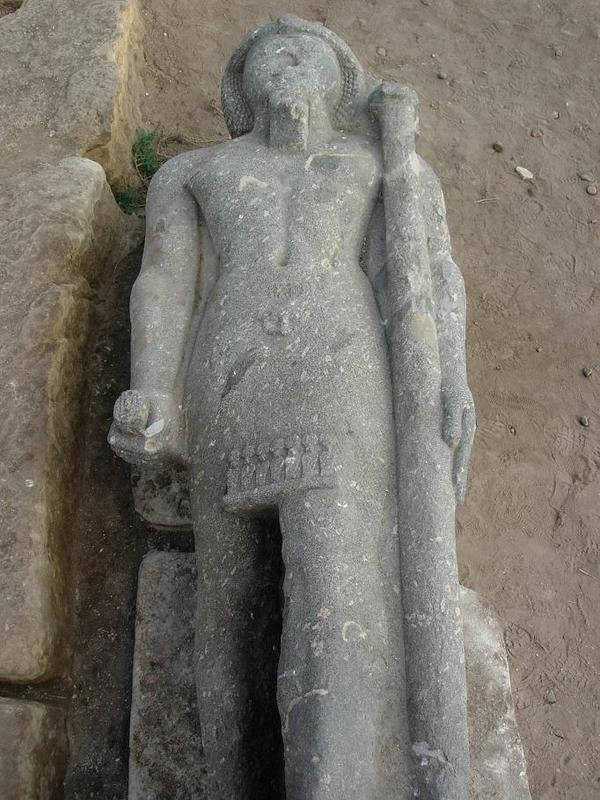
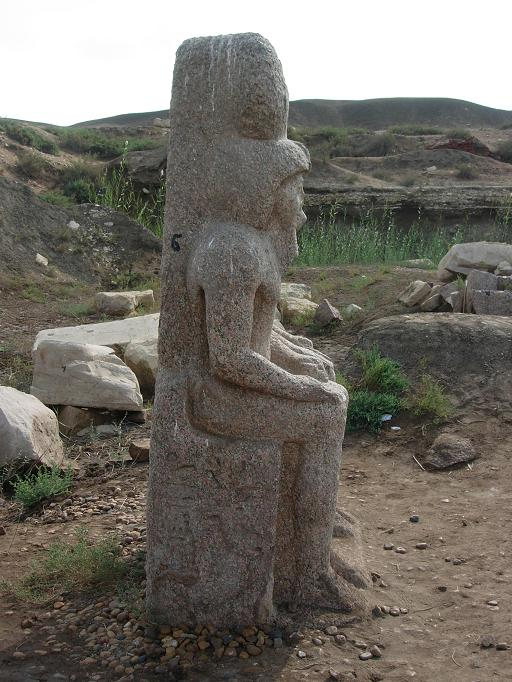
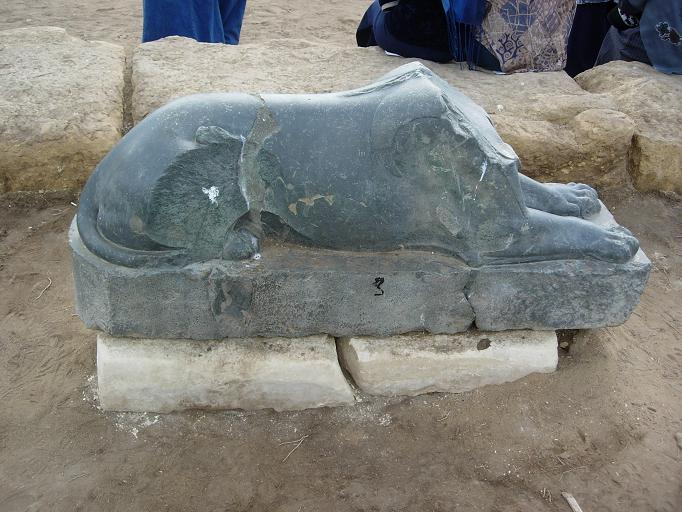
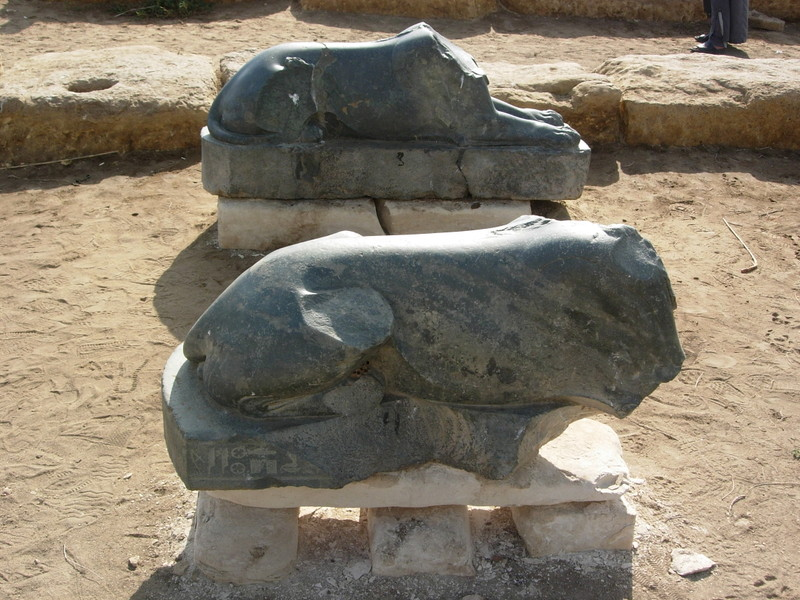
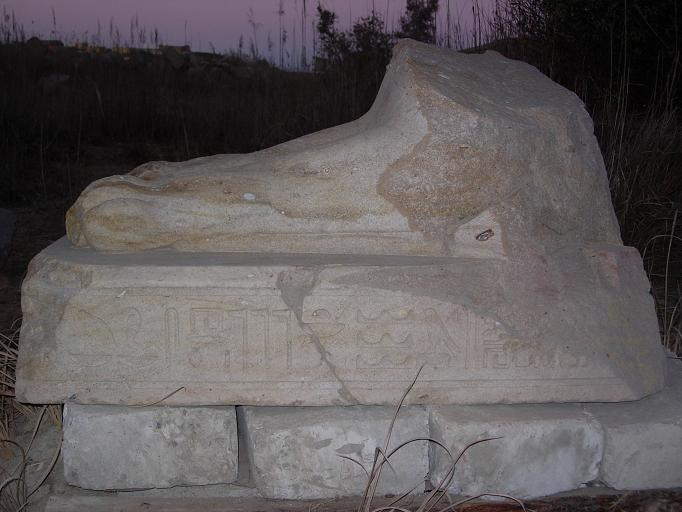
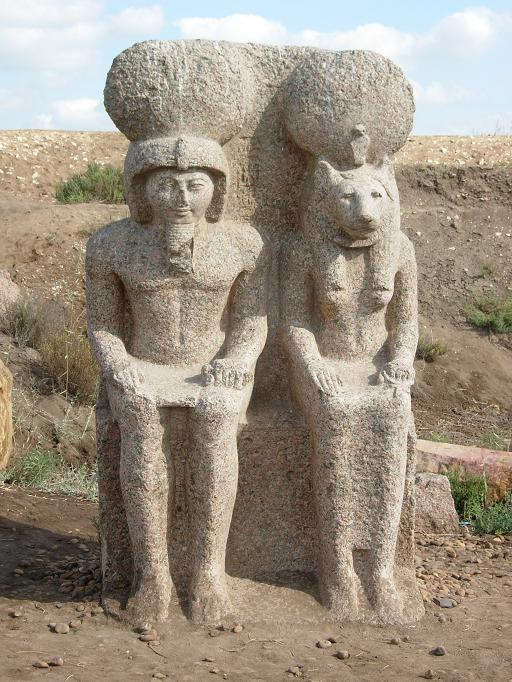
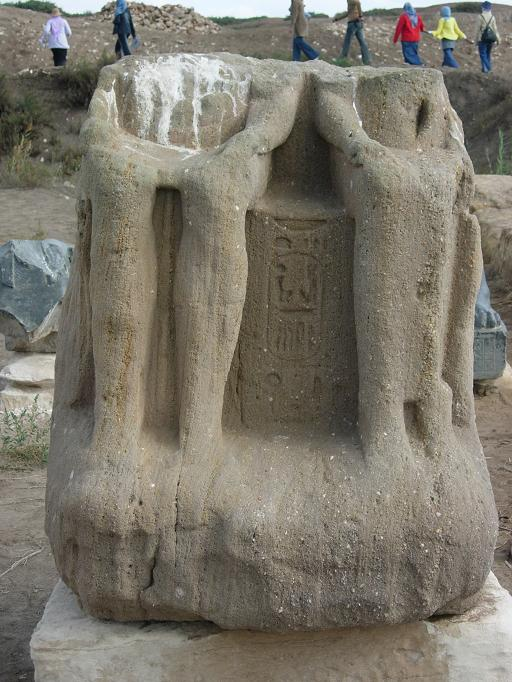
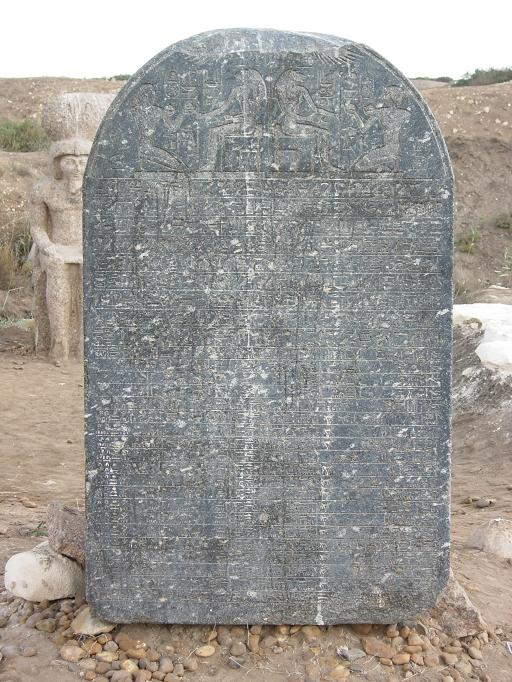